# 九五式折畳舟
九五式折畳舟（きゅうごしきおりたたみぶね）とは、大日本帝国陸軍が開発した渡河・上陸等に使用する舟艇である。陸上輸送の便のため、折畳構造になっていた。固定式のエンジンはなかったが、操舟機と呼ばれた船外機を装着して、動力航行することも可能だった。

## 構造
本機材は二分割の組み立て式の構造を持つ。前半分（舳半形舟）は長さ415cm、幅145cm、重量98.5kgであり、後ろ半分（艫半形舟）は長さ330cm、幅145cm、重量101.5kgであった。組み立ての際は、上部連接具と下部連接具の四点で連結された。また、舟の内部に設けられた舟梁受に、舟梁甲・乙・丙の計5本を接続して構造材とした。浮力は5,280kgである。漕舟具（そうしゅうぐ）としては、長さ460cm、重量12kgの櫓と、長さ380cm、重量3kgの棹が一本付属した。このほかに網、あかとり（浸水した水を汲み出すための道具）などがついた。

## 活躍
本機材は1935年（昭和10年）6月20日に制式制定が上申され、7月18日に陸軍軍需審議会により仮制式が可決された。以後、日中戦争や太平洋戦争で各地で使用された。数隻を束ねて門橋や浮橋などとして、渡河に利用することもあった。
ミッドウェー作戦では、一木支隊のミッドウェー上陸の際に使用する計画で、40隻が用意されていた。より大型の上陸用舟艇である大発動艇から、上陸点手前の環礁で乗り換える予定であった。これは、折畳舟より喫水の深い大発では環礁突破や機雷原通過が困難な一方、環礁内部は水深が100mにも及び渡渉も不可能だったため、考案された方式であった。しかし、海軍が海戦で敗れたため、上陸は実施されなかった。